# شریف تلمسانی
ابوعبدالله، محمد ادریسی حسنی شهرت‌یافته به شریف تلمسانی (۱۳۱۰–۱۳۷۰م) فقیه برجستهٔ مالکی مغربی در سدهٔ هشتم هجری/چهاردهم میلادی بود. در نشست‌های علمی سلطان ابوعنان شرکت می‌کد. به فاس نیز رفت و یک ماه آنجا زندانی شد. «مفتاح الوصول الی بناء الفروع علی الأصول»، «شرح جمل الخونجی»، «الکتاب فی القضاء و القدر»، «فتاوی» از آثار اوست.